# Atsinanana
Atsinanana je pobřežní region na východním Madagaskaru. Na severu sousedí s regionem Analanjirofo, na západě s regionem Alaotra-Mangoro, na jihozápadě s regiony Vakinankaratra a Amoron'i Mania a na jihu s regionem Vatovavy. Pobřeží regionu měří 285 km a nachází se zde mnoho pláží a míst kulturního dědictví.
Atsinanana je známá svým rybolovem a chovem ryb v blízkosti svých přístavů, nároky na rudy a těžební činností, stejně jako svým zemědělstvím.
Hlavním městem regionu je Toamasina a v roce 2018 zde žilo 1 484 403 obyvatel. Rozloha Atsinanany je 21 934 km2, téměř přesně stejná jako sousedního regionu Analanjirofo.
Současný guvernér Atsinanana je Richard Théodore Rafidison.

## Administrativní dělení
Region Atsinanana je rozdělen do sedmi okresů, které jsou dále rozděleny do 82 obcí.
- Okres Antanambao Manampotsy – 5 obcí
- Okres Mahanoro – 11 obcí
- Okres Marolambo – 12 obcí
- Okres Toamasina I – 1 obec
- Okres Toamasina II – 15 obcí
- Okres Vatomandry – 15 obcí
- Okres Vohibinany – 17 obcí; aka Brickaville; aka Ampasimanolotra

## Doprava
Hlavní silnicí je silnice do hlavního města země Antananarivo, což je státní silnice 2. Tato silnice pokračuje severně od Toamasiny jako státní silnice 5 ve směru na Mahalevonu a Maroantsetru a jižně nedaleko Brickaville jako státní silnice 11a do Mahanora.

### Letiště
Je zde pouze jedno mezinárodní letiště, letiště Toamasina, ze kterého se léta do letišť po regionu. Zbývající letiště mají nezpevněné pojezdové dráhy a nemají pravidelné komerční lety:
- Letiště Ilaka-Atsinanana
- Letiště Mahanoro
- Letiště Vatomandry

### Železnice
Je zde pouze jedna železniční trať, která vede do hlavního města Antananarivo přes Brickaville a je spravovaná společností Madarail, ale služby pro cestující jsou k dispozici pouze do Moramangy.

## Chráněné oblasti
- Nová chráněná oblast Sahafina
- Část koridoru Ankeniheny-Zahamena
- Řeka Nosivolo
- Speciální rezervace Analalava
- Rezervace Betampona
- Část národního parku Zahamena
- Rezervace Mangerivola
- Část národního parku Marolambo

## Řeky
- Ambalona
- Mania
- Ivondro
- Nosivolo (přítok Mangoro)
- Rianila
- Mangoro (v Mahanoro)

## Galerie

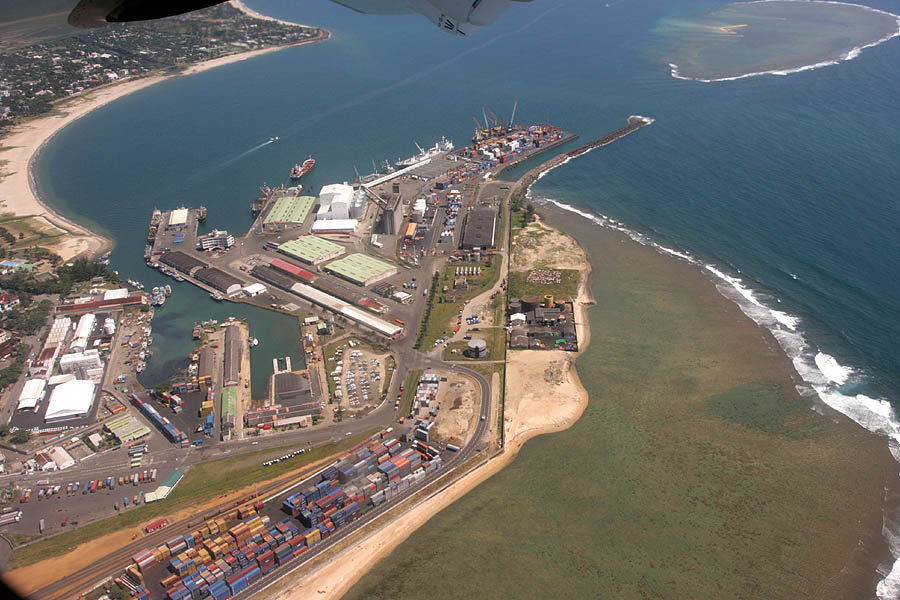
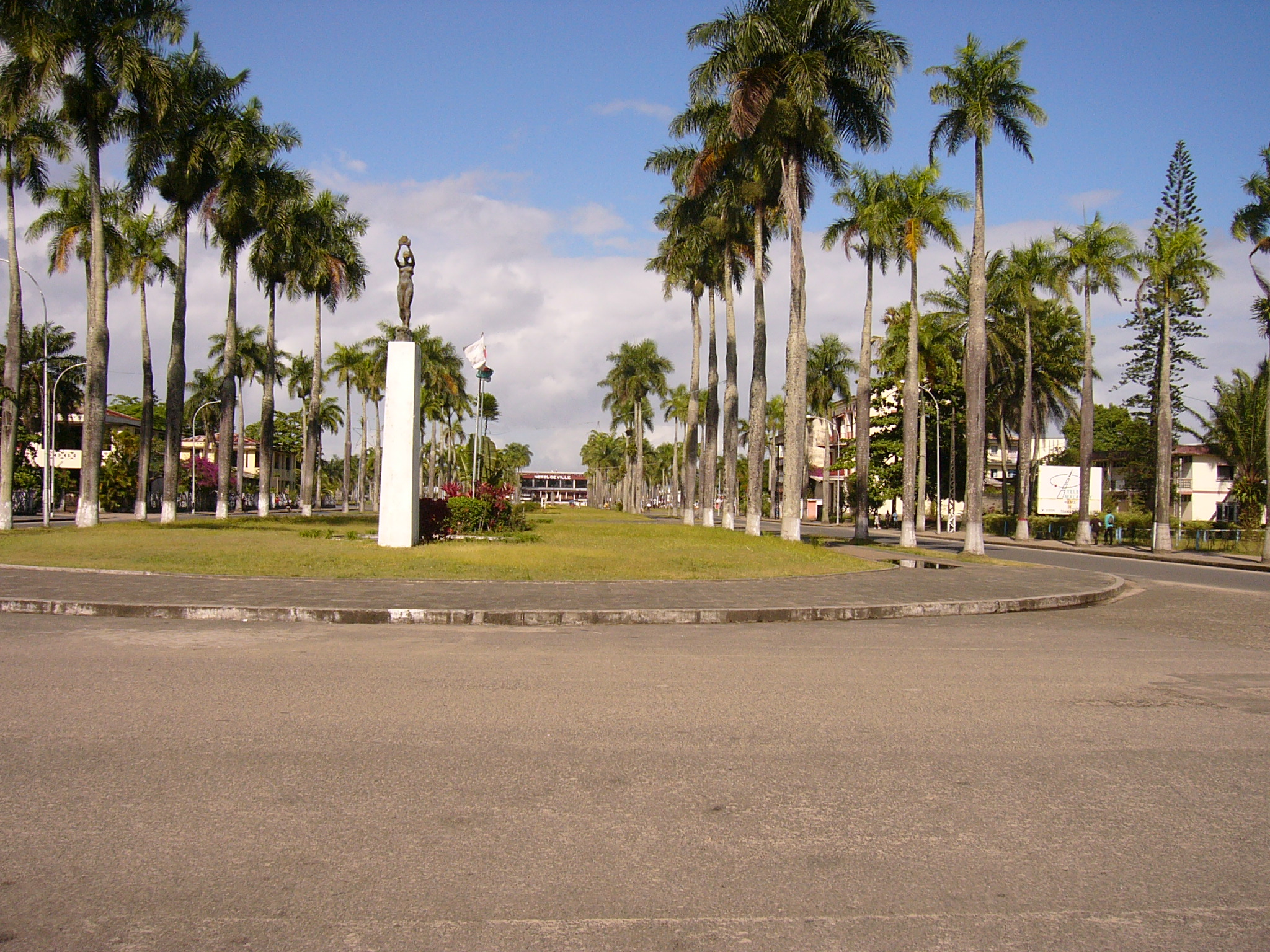
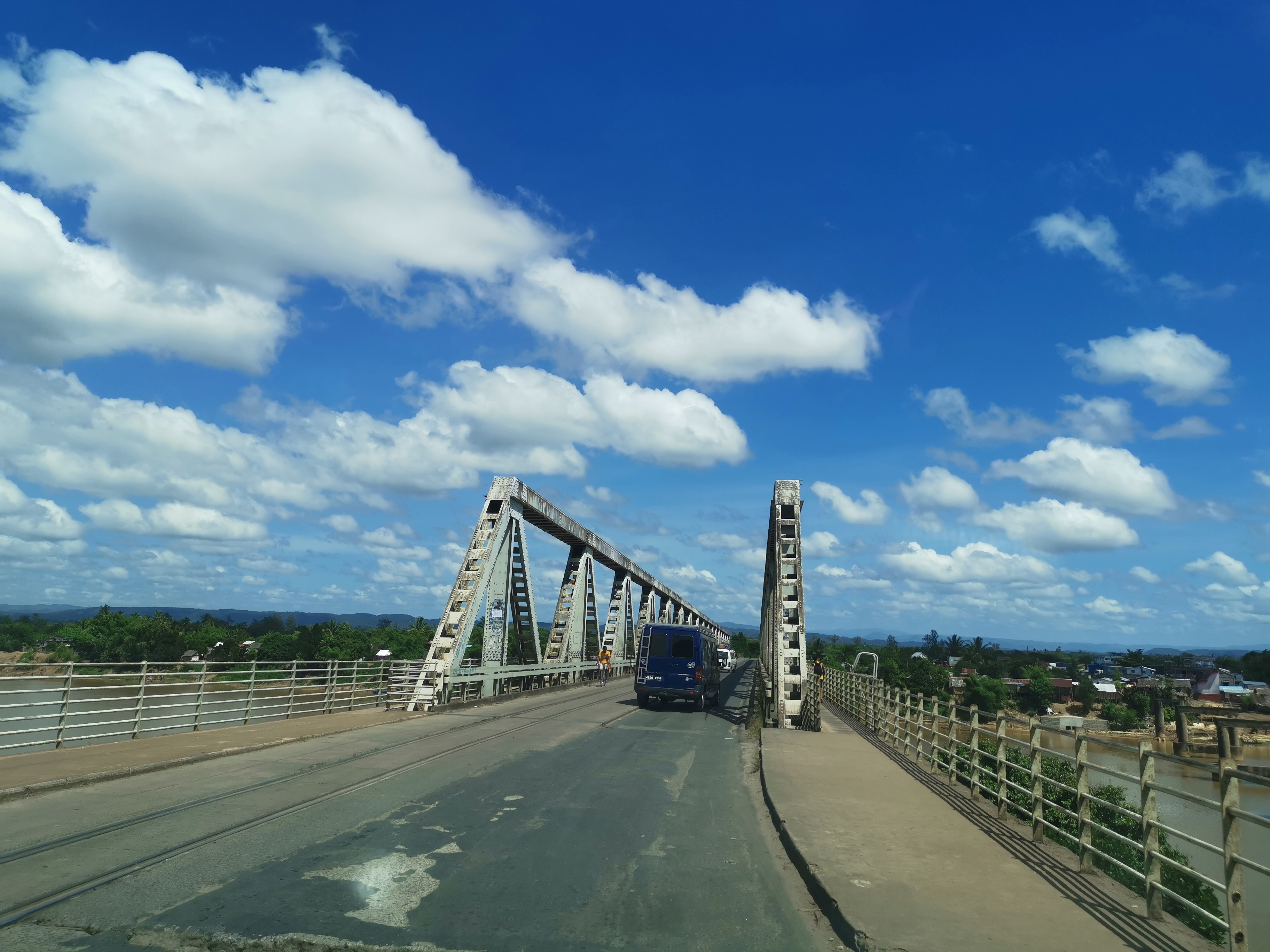
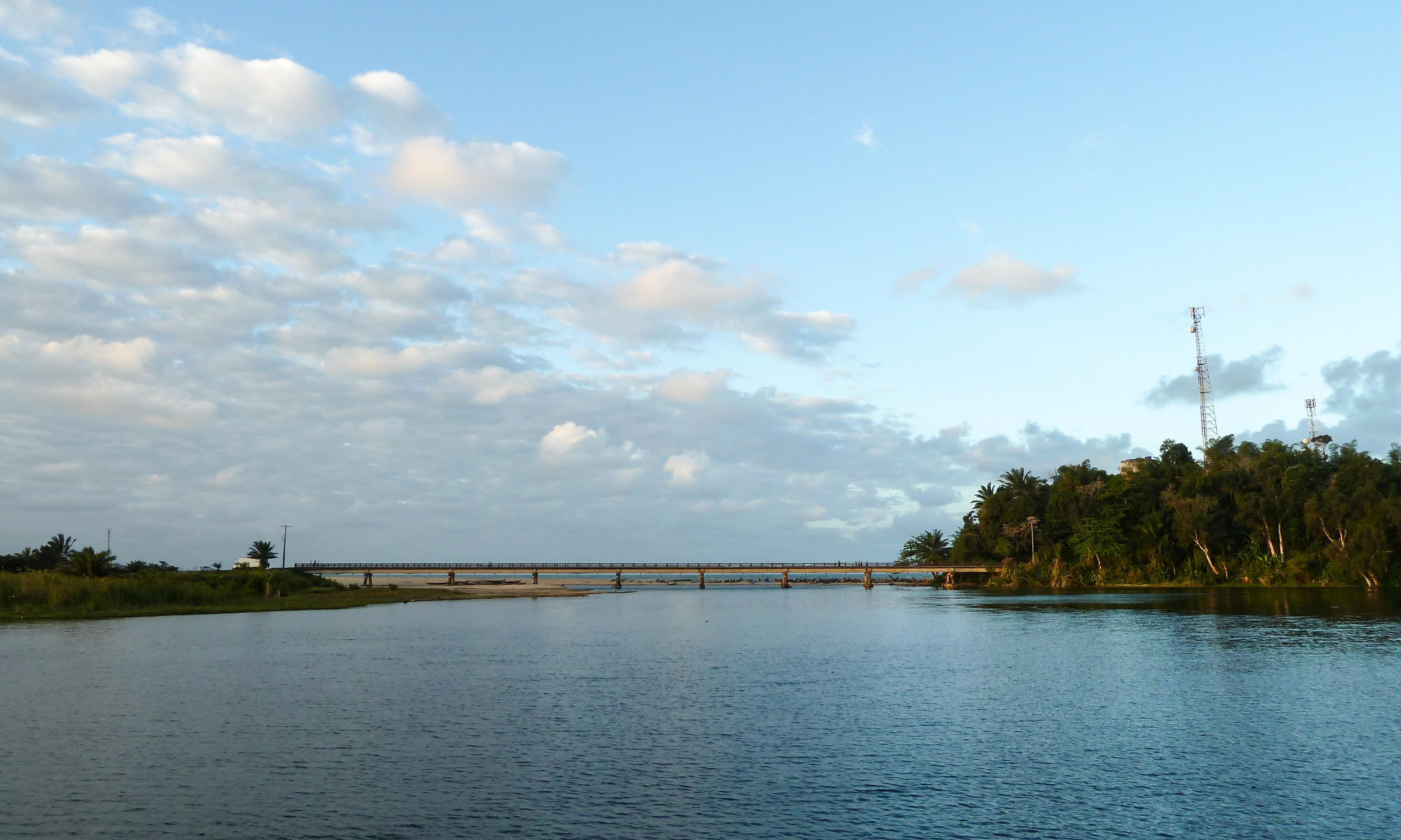
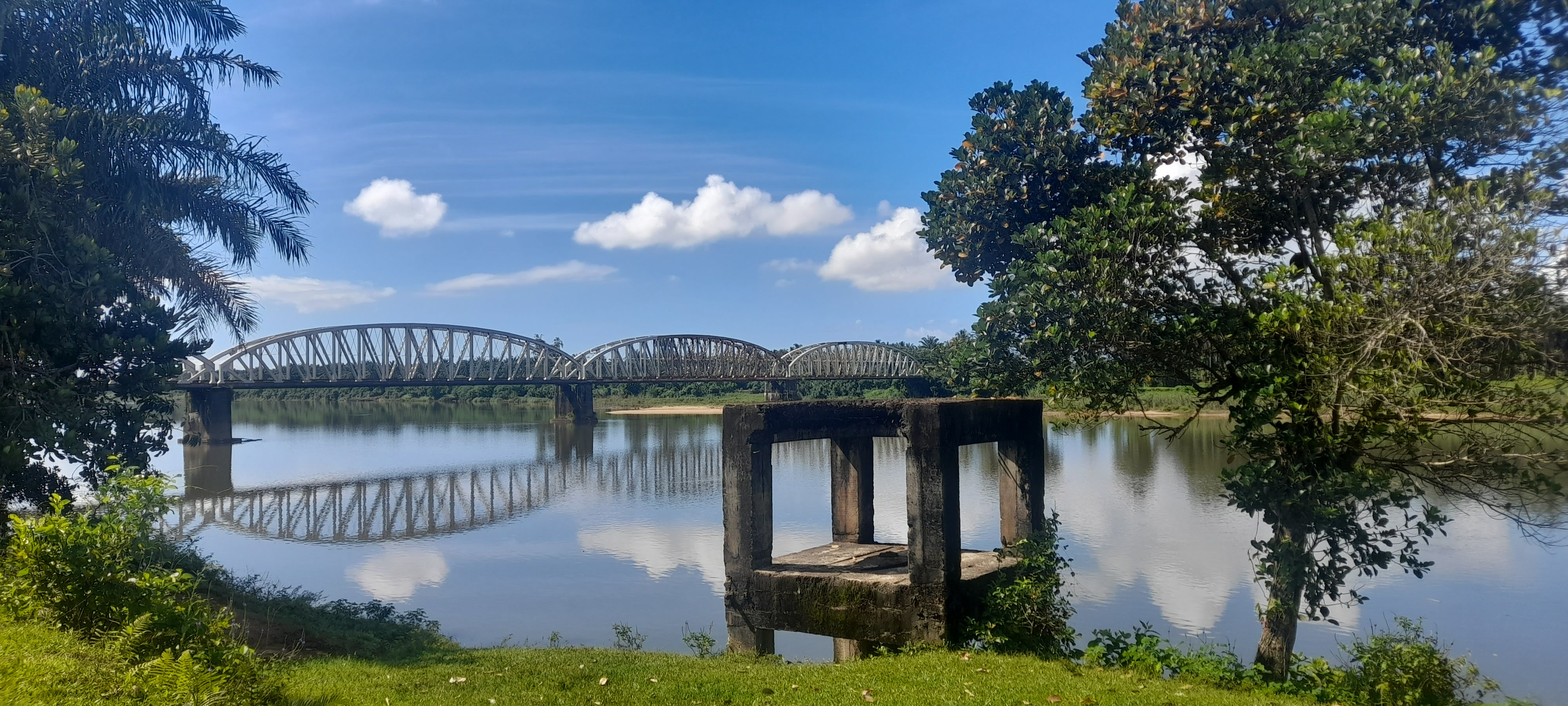
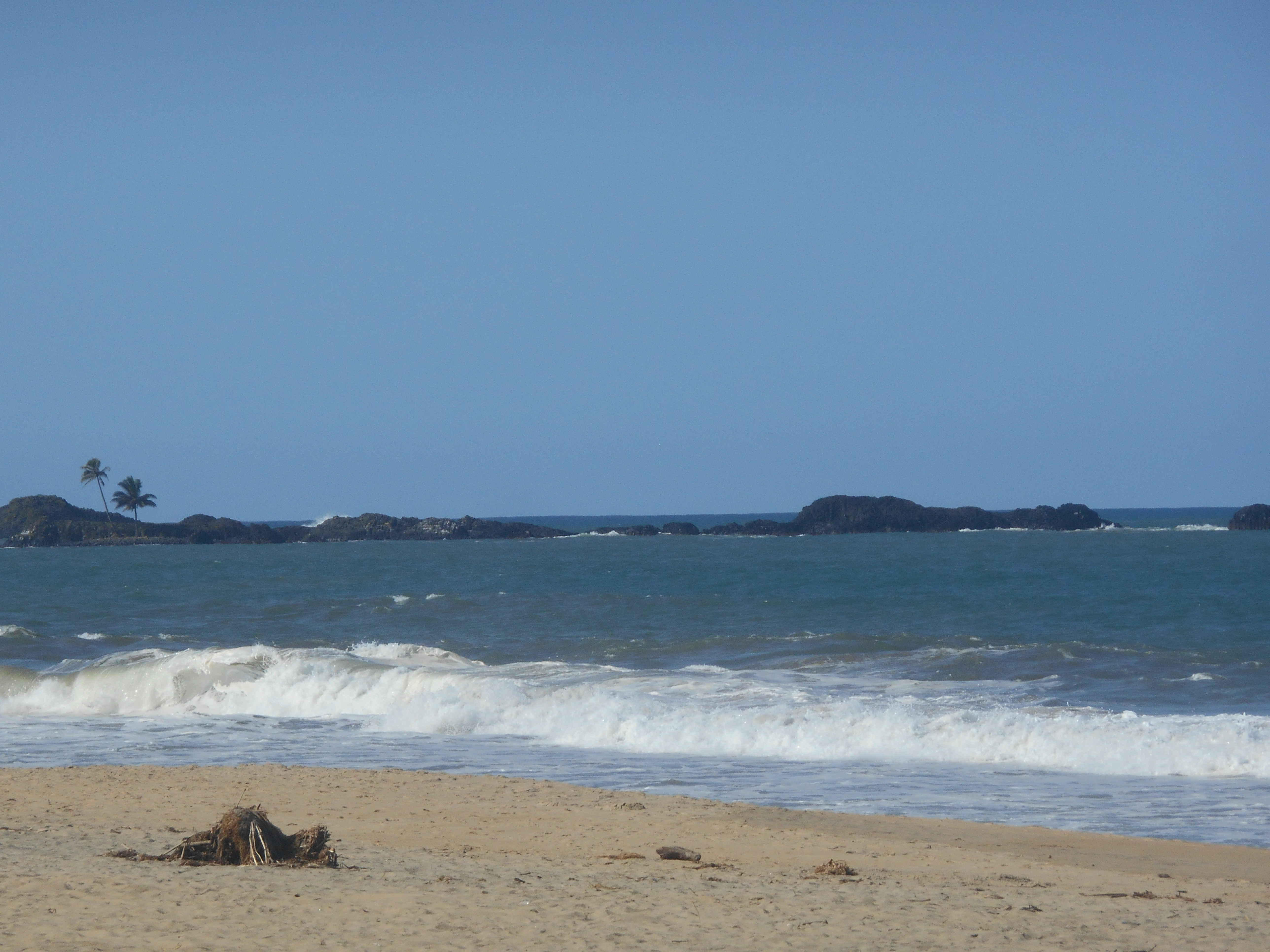
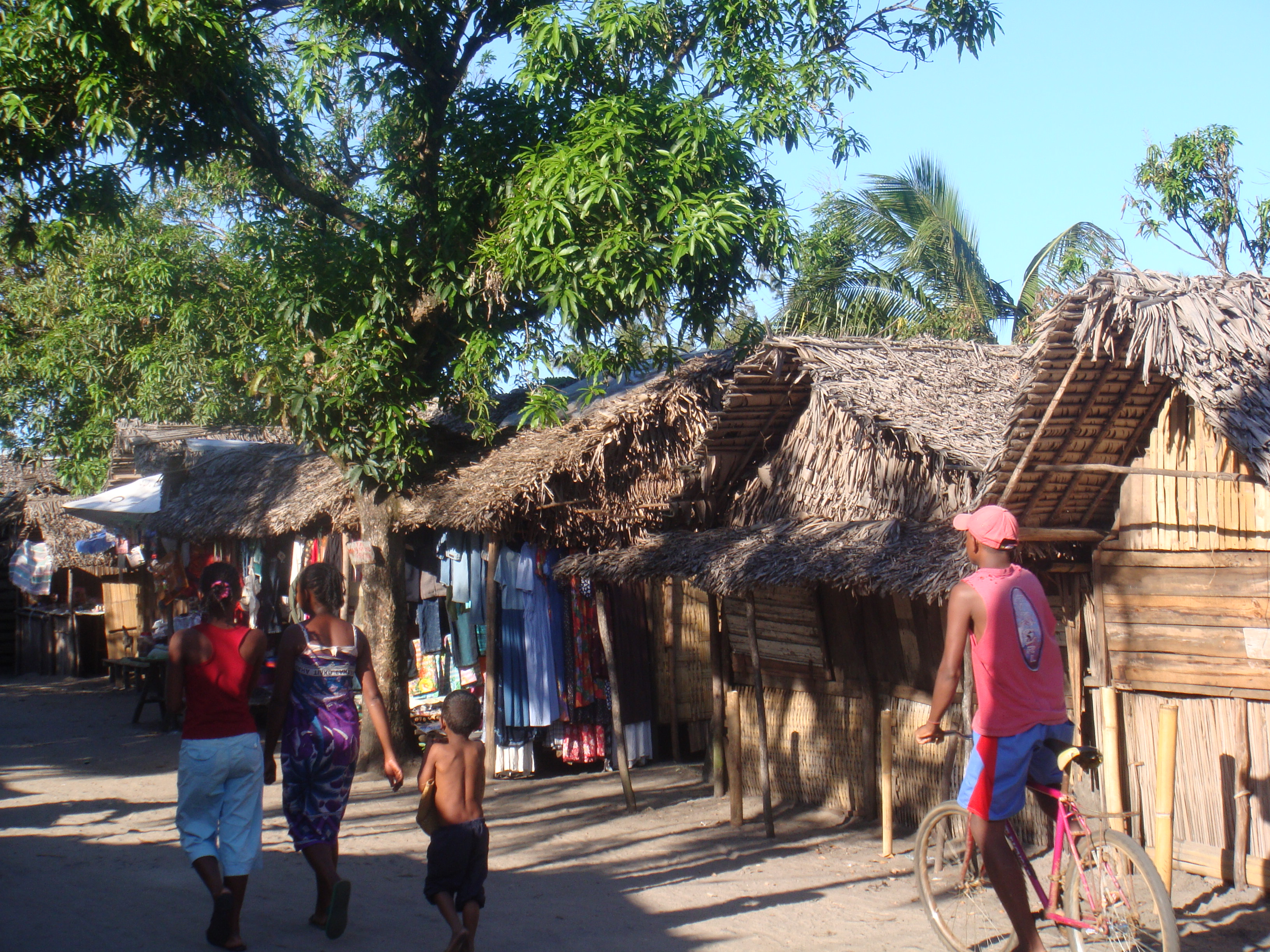

- přístav Toamasina
- Toamasina, také zvaná Tamatave
- most přes řeku Rianila
- Mahanoro
- most přes řeku Ivondro
- pláž ve Vatomandry
- Foulpointe